# 雲龍屬
雲龍屬（屬名：Nebulasaurus）又譯雲霧龍或內布拉龍，是種基礎真蜥腳類恐龍，來自年代為侏羅紀中期之初（阿連階至巴柔階）的中國雲南張和組。正模標本（編號LDRC-v.d.1.）也是唯一的標本，是一個保存良好的腦殼。一個系統發生學分析發現雲龍是非洲棘刺龍的姊妹分類單元。此發現在古生物學上的重要意義在於，它代表著一群亞洲以前不曾知曉的基礎真蜥腳類。

## 發現及命名
正模標本（編號LDRC-v.d.1.）也是唯一的標本，是一個保存良好的腦殼。發現於中國雲南省楚雄彝族自治州元謀縣下半井地區的張和組，地質年代約為侏羅紀的阿連階至巴柔階，約1億7400萬至1億6800萬年前。標本現保存於祿豐恐龍研究中心，並由北京中國地質大學博士生邢立達、宮下哲人博士生、加拿大亞伯達大學的菲利浦·柯里、IVPP的研究員尤海魯、董枝明於2015年敘述、命名。模式種是太東雲龍（Nebulasaurus taito）。屬名意為「雲霧蜥蜴」，源自拉丁語nebulae（「雲霧」），象徵著來自有「彩雲之南省份」之意的雲南省；種名紀念贊助田野計畫並位於發現地附近的日本太東株式會社。雲龍是2015年以來的18個發表於免費期刊《波蘭地質學報》的物種之一。

## 敘述

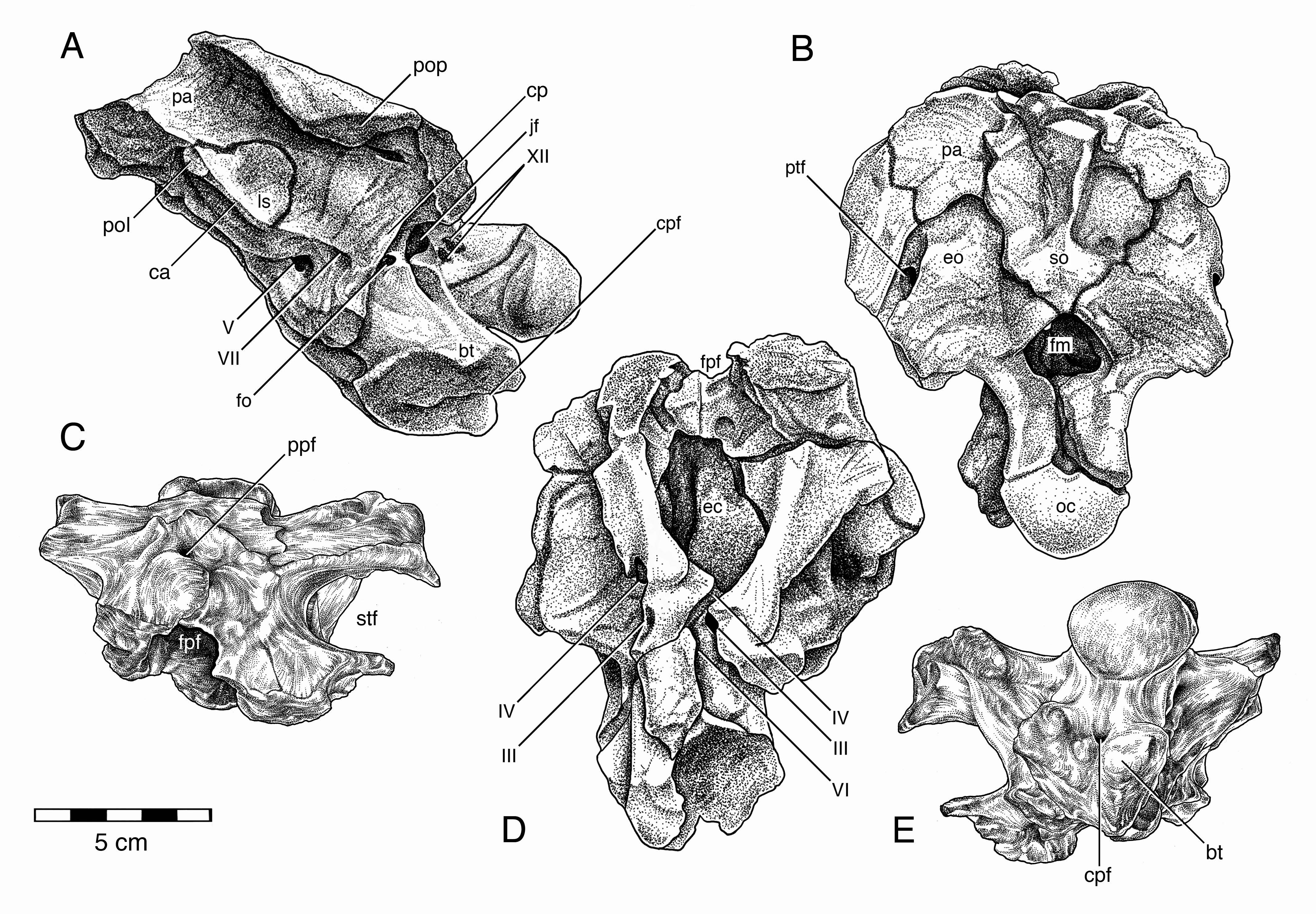
正模標本的解释圖片

邢等人（2015）提出的自衍徵包含：
- 外枕骨的枕骨大孔（英语：foramen magnum）幾乎不包括上枕骨（上枕骨小於枕骨大孔的十分之一）
- 上枕骨未在頂骨與外枕骨之間橫向延伸
- 孔間嵴（英语：crista interfenestralis）未完全分隔卵圓窗與頸靜脈孔（英语：jugular foramen）[Note 1]
- 前頂骨孔位於額骨與頂骨間縫線並大於後頂骨孔[Note 2]
- 顱咽孔位於基底節後方[Note 3]

## 分類
雲龍被歸類於真蜥腳類的基礎位置，但牠的腦殼同時具有一些新蜥腳類的特徵。系統發生學分析顯示雲龍與棘刺龍最接近。與同時代同地區的蜥腳類比較之下，雲龍的發現反映出侏羅紀中國蜥腳類的多樣化。

## 古生態學
張和組產出基礎蜥腳形亞目楊氏雲南龍、兩種基礎真蜥腳類／馬門溪龍科的元謀始馬門溪龍和姜驛元謀龍。這樣的侏羅紀中期東亞的蜥腳類多樣性後來由晚期馬門溪龍科佔據優勢地位的形勢所接續。

## 註解
1. ↑  這種情況也在某些新蜥腳類中出現，但未在馬門溪龍、峨嵋龍、蜀龍、棘刺龍出現，這些物種都被觀察到完全發育的孔間嵴。
2. ↑  這種情況不可見於馬門溪龍科，牠們被觀察到兩個孔都消失。
3. ↑  一種可見於棘刺龍的情況，孔位於基底節前方。

## 外部連結
- 中國雲南發現恐龍新物種 （页面存档备份，存于）《鉅亨新聞》（2013年12月5日）